# Meir Shapiro
Meïr Shapiro (3 mars 1887, Suceava - 27 octobre 1933, Lublin) est un rabbin hassidique du XXe siècle et député à la Diète polonaise (1922 à 1927), qui a fortement influencé le judaïsme mondial par l'introduction de l'étude quotidienne du Talmud (Daf Yomi) et par sa création de l'académie hassidique Yechiva Chachmei Lublin (la Yeshiva des Sages de Lublin),.

## Éléments biographiques
Meïr Shapiro est né dans l'Empire autrichien à Suceava le 3 mars 1887 (7 Adar 5647). Il est le fils de Jakob Samson et Margula Schorr. Son père. le rabbin Ya'akov Shamshon Shimshon Shapira (Schapira), est mort en 1947 à Suceava. Sa mère, Margalit (Margala) Shor) est morte également à Suceava. Meïr Shapiro est un descendant de Pinhas de Korets, dont il porte le même nom de famille.
Jeune enfant, il est considéré comme un prodige.
En 1906, à l'âge de 19 ans, il se marie avec Malka Toba la fille de Reb Yaakov Breitman, un riche marchand de Tarnopol.
Il a 23 ans quand il devient rabbin de Gliniany, en Galicie. Il demeure 10 ans dans cette ville et y fonde la yeshiva Bnei Torah. Il devient ensuite le rabbin de Sanok (1921) puis  Piotrków Trybunalski (1924–1933).
Il est aussi rabbin de Lublin où en 1924 il fonde la célèbre académie talmudique ’Hakhmei Lublin, l’Académie de Sages de Lublin, inaugurée par la foule en 1930, qui fonctionnera durant neuf ans, jusqu'en septembre 1939.
En 1923 à Vienne, lors d’un congrès mondial du parti orthodoxe Agoudat Israël dont il président pour la Petite-Pologne, le rabbin Meïr Shapiro institue le Daf Yomi. Il propose de faire participer les Juifs du monde entier à une étude quotidienne, collective et simultanée du Talmud. Au rythme d’une page (Daf, de deux feuillets) de Talmud par jour (Yomi), l’étude de tous les traités talmudiques est accomplie en un cycle de sept ans et demi. L’objectif du rabbin Shapiro est de rapprocher le monde juif profane des yeshivot (académies talmudiques) en permettant aux hommes pris par leurs activités professionnelles de se consacrer aussi à l’étude du Talmud.
Il décède le 27 octobre 1933 (le 7 Mar’hèchvane 5694) à l'âge de 46 ans.
En 1948, à New York, des disciples et admirateurs de Meir Shapiro lancent une revue rabbinique avec pour titre Or ha-Meir, où paraissent des inédits de Meir Shapiro.

## Meir Shapiro et le Chortkover Rebbe
Le grand père maternel de Meir Shapiro, Shmuel Tzvi Schur, rabbin de Nistritz, le Minchas Shai, l'introduit au Chortkover Rebbe, dont il deviendra un disciple,.

## La Yeshiva des Chachmei Lublin
Le nom de cette yeshiva reste attaché à son fondateur, Meir Shapiro,,,,,,,.

### Disciples
- Pinhas Hirschprung
- Shmuel Wosner

## Le Daf Yomi
Le Daf Yomi (héb. דף יומי « page quotidienne » ou « folio quotidien »), ou Daf HaYomi, est une méthode d'étude du Talmud de Babylone à raison d'un folio (une daf, qui contient deux faces) par jour. À ce rythme, l'étude du Talmud dans sa totalité est accomplie tous les sept ans et demi. Sitôt un cycle terminé, un autre recommence.

## Œuvres de Meir Shapiro
- Or HaMeir, publié en 1926 à Petrykaw. Livre de Responsa. Sujets divers allant de la philosophie à la halakha.
- Imrei Daas
- Vortelach

## Meir Shapiro compositeur
Les niggunim (chants) de Meir Shapiro continuent d'être chantés dans le monde entier, bien que nombreux sont ceux qui ne se doutent même pas qu'il en était le compositeur,,.